# Andrzej Wiśniewski (archeolog)
Andrzej Wiśniewski – polski archeolog, doktor habilitowany Uniwersytetu Wrocławskiego.
Specjalizuje się w archeologii epoki kamienia.
Jest adiunktem w Instytucie Archeologii Wydziału Nauk Historycznych i Pedagogicznych Uniwersytetu Wrocławskiego.
17 czerwca 1998 obronił rozprawę doktorską zatytułowaną Paleolit środkowy ziem Polski południowo-zachodniej, 27 lutego 2013 obronił rozprawę habilitacyjną Przejawy zachowań technologicznych ludzi u schyłku plejstocenu środkowego. Przykłady z Europy Środkowej.